# Bliss (Idaho)
Pour les articles homonymes, voir Bliss.
Bliss est une ville américaine située dans le comté de Gooding en Idaho.

## Démographie
| 1950 | 1960 | 1970 | 1980 | 1990 | 2000 |
| ---- | ---- | ---- | ---- | ---- | ---- |
| 126  | 91   | 114  | 208  | 185  | 275  |

| 2010 | - | - | - | - | - |
| ---- | - | - | - | - | - |
| 318  | - | - | - | - | - |

Selon le recensement de 2010, Bliss compte 318 habitants. La municipalité s'étend sur 0,62 mille carré (1,61 km2).